# حرائق ميندوسينو
حرائق ميندوسينو كانت أكبر حرائق في تاريخ كاليفورنيا، تكونت من حريقين هما حريق ريفر River Fire وحريق رانتش Ranch Fire.
واندلعت في مقاطعات ميندوسينو، ليك، كولوسا، غلين - في ولاية كاليفورنيا.
ويعتبر حريق رانتش أكبر حريق في تاريخ كاليفورنيا. انجلع على مسافة ثمانية أميال في الشمال الشرقي من يوكياه.
واندلع حريق ريفر على مسافة ستة أميال من هوبلاند وإلى الجنوب من حريق رانتش الأكبر منه.
وبدأت بتاريخ 27 يوليو 2018.
دمر كل من الحريقين ما مجموعه 1858 كيلو متر مربع، قبل أن يتم احتواءهما في 18 سبتمبر. 
دمر حريق رانتش لوحده 1660 كيلو متر مربع متجاوزاً حريق توماس ليصبح أكبر حريق في تاريخ كاليفورنيا الحديث.
وكذلك تفوق حريق رانتش على حريق راش Rush Fire الذي دمر 315.577 آكر، والذي امتد عبر كاليفورنيا ونيفادا، وكذا تفوق على حريق سانتياغو كانيون في عام1889 والذي كان يعتبر أكبر حريق في تاريخ كاليفورنيا حتى حينه.
دمرت حرائق ميندوسينو حوالي 280 مبنى وأضرت بحوالي 37 مبنى آخر. وأحدثت أضراراً بلغت 267 مليون دولار، ومن ضمنها 56 مليون دولار تكلفة إخمادها، و201 مليون دولار تكلفة التأمين على الممتلكات الخاصة. 
وقد تم إجلاء عدة مناطق منها مدينة ليكبورت وتجمعات سكنية كيلسيفيل، لوسيرن، أبرليك، نايس، ساراتوغا سبرينغز، ويتر سبرينغز، بوتر فالي، وفينلي وأجزاء من هوبلاند والتجمعات القبلية في هوبلاند رانتشيريا وبيغ فالي رانتشيريا.